# José Hugo Garaycoa Hawkins
José Hugo Garaycoa Hawkins (Callao, 2 de junho de 1930 — Lima, 27 de março de 2018) foi um clérigo peruano e bispo católico romano de Tacna e Moquegua.

## Biografia
Hugo Garaycoa primeiro estudou economia e contabilidade antes de se tornar padre. Após sua formação teológica, foi ordenado sacerdote em 9 de julho de 1961. Ele recebeu seu doutorado em direito canônico, bem como em direito romano.
Em 16 de dezembro de 1982, o Papa João Paulo II o nomeou bispo titular de Horéia e auxiliar de Lima. O cardeal-arcebispo de Lima, Dom Frei Juan Landázuri Ricketts, OFM, o consagrou em 25 de janeiro do ano seguinte. Os co-consagrantes foram Dom Eduardo Picher Peña, arcebispo de Huancayo, e Dom Alberto Aurelio Brazzini Diaz-Ufano, bispo auxiliar de Lima.
Em 6 de junho de 1991, Hugo Garaycoa foi nomeado bispo de Tacna por João Paulo II. Logo após sua ordenação, providenciou a mudança do nome da diocese, incluindo a região de Monquegua, efetivada em 11 de julho de 1992. Seu governo foi marcado pelo foco nas obras sociais, na evangelização, na promoção das vocações sacerdotais e no cuidado com os jovens.
Dom Garaycoa foi presidente da Conferência Episcopal Peruana (CEP) de 2003 a 2006, e membro da Conferência Nacional de Educação. Lecionou a Doutrina Social da Igreja na Universidade Católica Sedes Sapientiae (UCSS).
Presidiu a Comissão de Pastoral Social do CELAM e esteve comprometido com a Cáritas do Peru por 28 anos, tendo sido seu presidente 1994 a 2000. Em 2015, foi homenageado por seu trabalho.
Em 1 de setembro de 2006, o Papa Bento XVI aceitou sua aposentadoria por idade. Desde então, passou a viver em Lima. Aí veio a falecer aos 87 anos. Seus restos mortais foram levados para Tacna, onde, após a missa exequial celebrada por Dom Marco Antonio Cortez Lara, foram sepultados na cripta da Catedral, segundo o costume.